# 7381 Mamontov
7381 Mamontov este un asteroid din centura principală de asteroizi.

## Descriere
7381 Mamontov este un asteroid din centura principală de asteroizi. A fost descoperit pe 8 septembrie 1981 la Observatorul de Astrofizică din Crimeea de Liudmila Juravliova. El prezintă o orbită caracterizată de o semiaxă mare de 2,36 ua, o excentricitate de 0,15 și o înclinație de 7,0° în raport cu ecliptica.